# Christiane Fleischer
Christiane Fleischer (geboren 1963) ist eine deutsche Richterin und Gerichtspräsidentin. Ab 2014 war sie Präsidentin des Landgerichts Krefeld, seit 2018 ist sie Präsidentin des Landgerichts Aachen. In den Jahren 2013 und 2014 war sie zusätzlich Richterin am Verfassungsgericht Nordrhein-Westfalen.

## Beruflicher Werdegang
Christiane Fleischer begann 1993 den richterlichen Dienst beim Land Nordrhein-Westfalen. Im Juli 1996 wurde sie zur Richterin am Landgericht Mönchengladbach ernannt.
Nach ihrer Beförderung zur Richterin am Oberlandesgericht Düsseldorf im September 2002 war sie neben ihrer richterlichen Tätigkeit in verschiedenen Zivilsenaten auch in der Verwaltungsabteilung des Gerichts eingesetzt. So leitete sie unter anderem das Dezernat, das für richterliche Personalangelegenheiten zuständig war.
Ab Februar 2008 war sie Vizepräsidentin des Landgerichts Duisburg.
Nach ihrer Ernennung zur Vizepräsidentin des Oberlandesgerichts Düsseldorf im Mai 2013 führte sie neben ihren Verwaltungsaufgaben einen Zivilsenat. Seit September 2014 war sie als Präsidentin des Landgerichts Krefeld für die Leitung des Gerichts verantwortlich. Sie war dort außerdem Vorsitzende Richterin in einer zweitinstanzlichen Zivilkammer.
2013 und 2014 war sie zusätzlich Richterin am Verfassungsgericht Nordrhein-Westfalen.
Seit Februar 2018 ist die Juristin Präsidentin des Landgerichts Aachen.

## Ämter und Mitgliedschaften
- Seit 2019 Mitglied im Kuratorium des Metropolregion Rheinland e. V.[3][4]
- Mitglied im Vorstand der Lohmann-Hellenthal-Stiftung[5]

## Privatleben
Christiane Fleischer ist verheiratet.